# Unión Popular Republicana
La Unión Popular Republicana (UPR, en francés: Union Populaire Républicaine) es un partido político francés de carácter euroescéptico con un programa inspirado del Consejo Nacional de la Resistencia, que, según su propia definición, busca la reunión de todos los franceses, de cualquier opinión, de izquierda y de derecha, para salir serenamente Francia del euro, la construcción europea (usando el artículo 50 del Tratado de la Unión Europea), y de la OTAN. François Asselineau, presidente de la UPR, fundó el movimiento el 25 de marzo de 2007, día del quincuagésimo aniversario del tratado de Roma.